# 10251 Mulisch
10251 Mulisch è un asteroide della fascia principale. Scoperto nel 1971, presenta un'orbita caratterizzata da un semiasse maggiore pari a 2,3335657 UA e da un'eccentricità di 0,0861256, inclinata di 2,06329° rispetto all'eclittica.
L'asteroide è dedicato a Harry Mulisch, uno dei maggiori scrittori olandesi del dopoguerra.